# Vitória Futebol Clube (Vitória)
Il Vitória Futebol Clube, noto anche come Vitória o Vitória-ES, è una società calcistica brasiliana con sede nella città di Vitória, capitale dello stato dell'Espírito Santo.

## Storia
Il 1º ottobre 1912, il Vitória Futebol Clube è stato fondato con il nome di Foot-ball Club Victoria da João Pereira Neto, João Nascimento, Armando Ayres, Graciano dos Santos Neves, Edgar dos Santos Neves, Névio Costa, Edgard O'Reilly de Souza, Pedro O'Reilly de Souza, Constâncio Espíndula e Taciano Espíndula, e da altre persone, in una casa a due piani sulla via São Francisco. João Pereira Neto fu eletto come primo presidente del club.
Nel 1932, il Vitória ha vinto per la prima volta il campionato statale.
Nel 1977, il club ha partecipato al Campeonato Brasileiro Série A per la prima volta, terminando al 40º posto, davanti a club come Atlético Paranaense e Coritiba.
Nel 2006, il Vitória ha partecipato al Campeonato Brasileiro Série C, dove è stato eliminato alla prima fase.

## Palmarès

### Competizioni statali
- Campionato Capixaba: 10

1920, 1932, 1933, 1943, 1950, 1952, 1956, 1976, 2006, 2019
- Campeonato Capixaba Série B: 2

2009, 2016
- Copa Espírito Santo: 4

2009, 2010, 2018, 2022